# Herman Winand van Breyll

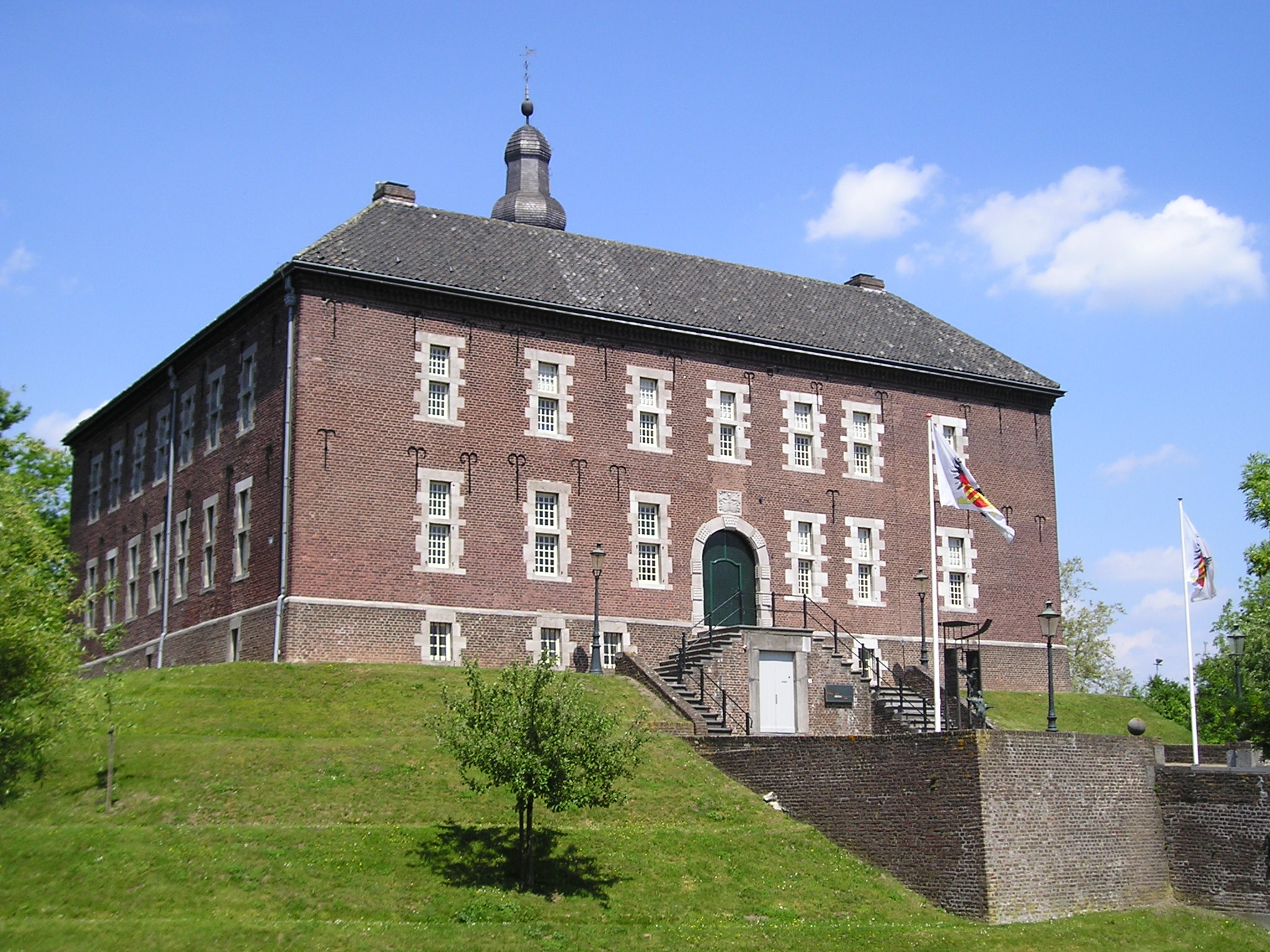
De motte van Kasteel Limbricht

Herman Winand van Breyll (? - 1678), zoon van Nicolaas van Breyll en Maria van Eynatten, was kasteelheer van kasteel Limbricht en heer van de vrije rijksheerlijkheid Limbricht. Hiermee was hij heer van Limbricht en Einighausen.

## Leven
Hij volgde in 1655 zijn vader op als heer van de vrije rijksheerlijkheid Limbricht. Na de Tachtigjarige Oorlog werd Limbricht, bij het Partagetraktaat van 1661, toebedeeld als Valkenburgs buitenleen aan de Spaanse koning.

Onder constante bedreiging van de hertog van Gulik werd de vrije rijksheerlijkheid Limbricht in 1665 toegevoegd aan het Land van Gulik. Herman Winand van Breyll wilde hierbij zijn oude, vooral kerkelijke rechten behouden. Dit is hem ook gelukt. Hierdoor nam Limbricht een aparte plaats in in het hertogdom. Zo hoefde men in tegenstelling tot andere parochies de hertog geen toestemming te vragen bij een pastoorsvoordracht en viel de kerk van Limbricht niet onder de Gulikse landdeken, maar onder de aartsdiaken van het  bisdom Luik.
In 1674 vond onder zijn bewind het laatste heksenproces van Nederland plaats. Entgen Luyten vond hierbij de dood.

## Overlijden
Herman Winand van Breyll was de laatste stamhouder van de familie Van Breyll. Bij zijn overlijden in 1678 was hij ongehuwd. Met zijn overlijden stierf het adellijk geslacht Van Breyll uit.

Zijn zus, Elisabeth Cecilia van Breyll, liet in het Sint-Salviuskerk te Limbricht bij de ingang van de grafkelder een memorieplaat plaatsen voor haar ouders en haar broer als teken van eeuwige gedachtenis.

## Galerij

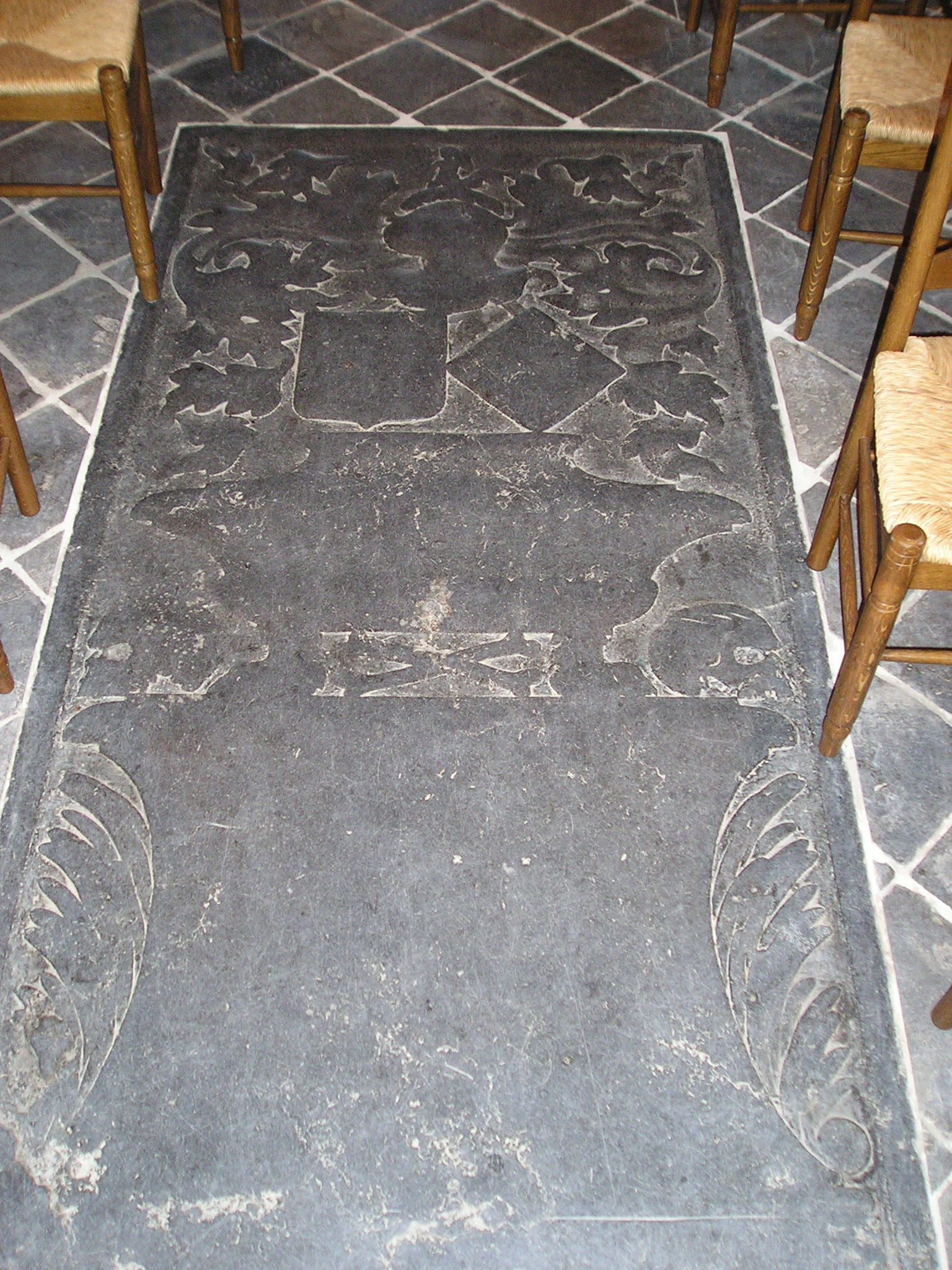
Verweerde grafsteen van de familie Van Breyll in het Sint-Salviuskerkje te Limbricht
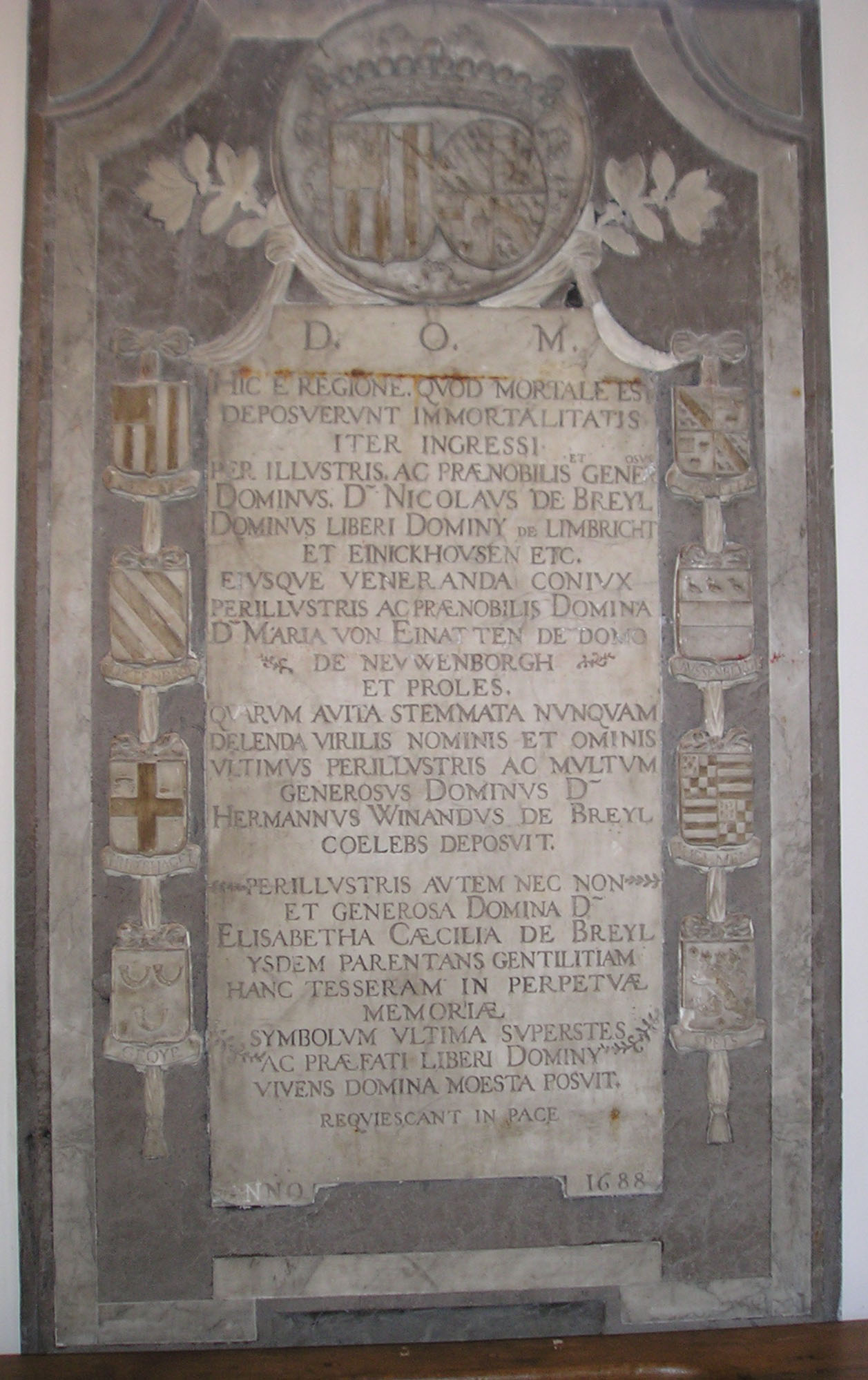
Gedenksteen voor de familie Van Breyll in het Sint Salviuskerkje te Limbricht